# Internationaler Fonds für landwirtschaftliche Entwicklung
Der Internationale Fonds für landwirtschaftliche Entwicklung (englisch International Fund for Agricultural Development, IFAD) ist eine Sonderorganisation der Vereinten Nationen. Der Fonds entstand auf Anregung des Welternährungsgipfels von 1974. Die Satzung trat am 30. November 1977 in Kraft. Sitz der Organisation ist Rom. Dem Fonds gehören 177 Länder an.

## Struktur

Mitgliedsstaaten 2020:

Die Politik des IFAD wird durch die Mitgliedsstaaten bestimmt. Die Leitungsorgane des IFAD sind zum einen die Ratsversammlung (Governing Council) und zum anderen das Präsidium (Executive Board). Die Ratsversammlung tritt einmal jährlich in Rom zusammen. Sie besteht aus den Vertretern aller Mitgliedsstaaten. Sie beschließt die Aufnahme neuer Mitglieder, die Ernennung des IFAD-Präsidenten, genehmigt den Verwaltungshaushalt, und verabschiedet umfassende Richtlinien, Kriterien und Vorschriften. Die Stimmgewichte der Mitgliedsstaaten sind dabei an ihre Mitgliedsbeiträge gekoppelt, d. h. je höher der Beitrag desto höher das Stimmgewicht. Die Mitgliedsstaaten sind dabei in A-Staaten (Industrieländer), B-Staaten (Staaten, deren Wirtschaft wesentlich auf der Erdöl-Förderung beruht) und C-Staaten (ärmere, oder klassische Entwicklungsländer) eingeteilt. Die Einteilung wirkt allerdings zum Teil überholt, da beispielsweise Südkorea und die Volksrepublik China noch als C-Staaten gezählt werden. Im Jahr 2020 trugen die A-Staaten 49,7 %, die B-Staaten 11,5 % und die C-Staaten 38,7 % zum Budget des IFAD bei.
Das Präsidium besteht aus 18 gewählten Mitgliedern und 18 wechselnden Mitgliedern. Die Sitzungen des Präsidiums, die dreimal jährlich im April, September und Dezember stattfinden, werden durch den IFAD-Präsidenten geleitet. Beide, Mitglieder und wechselnde Mitglieder, werden im Rahmen der drei Staatengruppen (A-, B- und C-Staaten) für jeweils drei Jahre gewählt und anschließend durch die Ratsversammlung bestätigt.

## Aufgaben und Finanzierung
Seine zentrale Aufgabe sieht der Fonds in der Mobilisierung von Ressourcen zur Unterstützung von Kleinbauern und landlosen Landarbeitern zur
- Steigerung der Nahrungsmittelproduktion
- Verbesserung der Ernährungslage
- Erhöhung der Einkommen
- Erhöhung der Beschäftigungszahlen

Die Finanzmittel werden aus den Mitgliedsbeiträgen gewonnen, deren Höhe sich nach der Zugehörigkeit definierter Länderlisten ergibt. Dabei wird zwischen "Industrieländern", "ölexportierenden Ländern" und "Entwicklungsländern" unterschieden.
Die Finanzmittel werden vorrangig an Niedrigeinkommensländer zu genau definierten Zwecken und häufig zu besonders günstigen Bedingungen vergeben. IFAD vergibt sowohl Zuschüsse an besonders arme und hochverschuldete Länder als auch langfristige Kredite, die sich wiederum in drei Gruppen differenzieren lassen:
1. zinsfrei (1 % Bearbeitungsgebühr jährlich), 40 Jahre Laufzeit, davon 10 Jahre tilgungsfrei (ca. 70 % aller Kredite)
2. 4 % Zinsen, 20 Jahre Laufzeit, davon 5 Jahre tilgungsfrei (ca. 23 % aller Kredite)
3. 8 % Zinsen, 15 bis 18 Jahre Laufzeit, davon 3 Jahre tilgungsfrei (ca. 7 % aller Kredite)

Bislang wurden etwa 600 Projekte in über 100 Ländern finanziert. Ihre Leistungen ergänzen die Kredite der Weltbankgruppe und den regionalen Entwicklungsbanken. Um die Verwaltungskosten zu decken und das durch Zuschussvergabe ausgereichte Kapital zu ersetzen, erfolgen in regelmäßigen Abständen (derzeit alle drei jahre) sogenannte Wiederauffüllungsverhandlungen.
2018 wurde die elfte Wiederauffüllung des Fonds in einem Umfang von rund 1,2 Mrd. US-Dollar (incl. Zusatzbeiträgen) für den Zeitraum von 2019 bis 2021 beschlossen. Deutschland ist daran mit einem Betrag von rund 80 Mio. Euro beteiligt (incl. Zusatzbeiträgen). Die Vereinigten Staaten, die jahrelang größter Geldgeber waren, haben ihre Zahlungen im aktuellen Programm IFAD11 (2019–2021) stark zurückgefahren.

## Mitgliedsstaaten
Im Jahr 2020 hatte der IFAD 177 Mitgliedsstaaten (mit Jahr des Beitritts):

### Beitritt im Jahr 1977
- Ägypten
- Äthiopien
- Bangladesch
- Belgien
- Benin
- Bolivien
- Botswana
- Burkina Faso
- Dänemark
- Demokratische Republik Kongo
- Deutschland (West)
- Dschibuti
- Dominikanische Republik
- Ecuador
- El Salvador
- Eswatini
- Finnland
- Frankreich
- Gambia
- Ghana
- Guinea
- Guyana
- Haiti
- Honduras
- Indien
- Indonesien
- Iran
- Irak
- Irland
- Italien
- Jamaika
- Japan
- Jemen
- Kamerun
- Kanada
- Kap Verde
- Katar
- Kenia
- Komoren
- Kuba
- Kuwait
- Lesotho
- Libyen
- Luxemburg
- Malawi
- Mali
- Malta
- Marokko
- Mexiko
- Neuseeland
- Nicaragua
- Niederlande
- Niger
- Nigeria
- Norwegen
- Österreich
- Pakistan
- Panama
- Peru
- Philippinen
- Ruanda
- Rumänien
- Sambia
- Samoa
- Saudi-Arabien
- Schweden
- Schweiz
- Senegal
- Sierra Leone
- Somalia
- Sri Lanka
- Sudan
- Tansania
- Thailand
- Tschad
- Tunesien
- Türkei
- Uganda
- Uruguay
- Vereinigte Arabische Emirate
- Vereinigtes Königreich
- Vereinigte Staaten
- Venezuela
- Vietnam
- Zypern

### Beitritt bis zum Jahr 1980
- Afghanistan (1978)
- Algerien (1978)
- Argentinien (1978)
- Barbados (1978)
- Bhutan (1978)
- Brasilien (1978)
- Burundi (1978)
- Chile (1978)
- China (1980)
- Costa Rica (1978)
- Dominica (1980)
- Fidschi (1978)
- Gabun (1978)
- Griechenland (1978)
- Grenada (1980)
- Guatemala (1978)
- Guinea-Bissau (1978)
- Israel (1978)
- Jordanien (1979)
- Kolumbien (1979)
- Republik Kongo (1978)
- Südkorea (1978)
- Laos (1978)
- Libanon (1978)
- Liberia (1978)
- Madagaskar (1979)
- Malediven (1980)
- Mauretanien (1979)
- Mauritius (1979)
- Mosambik (1978)
- Nepal (1978)
- Papua-Neuguinea (1978)
- Paraguay (1979)
- Portugal (1978)
- St. Lucia (1980)
- São Tomé und Príncipe (1978)
- Seychellen (1978)
- Spanien (1978)
- Syrien (1978)
- Togo (1979)
- Zentralafrikanische Republik (1978)

### Beitritt bis zum Jahr 1990
- Angola (1985)
- Antigua und Barbuda (1986)
- Äquatorialguinea (1981)
- Belize (1982)
- Elfenbeinküste (1982)
- Nordkorea (1987)
- Malaysia (1990)
- Myanmar (1990)
- Oman (1983)
- St. Kitts und Nevis (1986)
- St. Vincent und die Grenadinen (1990)
- Salomonen (1981)
- Simbabwe (1981)
- Suriname (1983)
- Tonga (1982)
- Trinidad und Tobago (1988)

### Beitritt bis zum Jahr 2000
- Albanien (1992)
- Armenien (1993)
- Aserbaidschan (1994)
- Bosnien und Herzegowina (1994)
- Cookinseln (1993)
- Eritrea (1994)
- Georgien (1995)
- Kambodscha (1992)
- Kasachstan (1998)
- Kirgisistan (1993)
- Kroatien (1997)
- Republik Moldau (1996)
- Mongolei (1994)
- Namibia (1992)
- Nordmazedonien (1994)
- Südafrika (1997)
- Tadschikistan (1994)

### Beitritt bis zum Jahr 2010
- Bahamas (2008)
- Island (2001)
- Kiribati (2005)
- Marshallinseln (2009)
- Niue (2006)
- Timor-Leste (2003)

### Beitritt nach dem Jahr 2010
- Estland (2012)
- Mikronesien (2015)
- Montenegro (2015)
- Nauru (2013)
- Palau (2015)
- Polen (2020)
- Russland (2014)
- Südsudan (2012)
- Tuvalu (2013)
- Ungarn (2011)
- Usbekistan (2011)
- Vanuatu (2013)

## Organe
Der IFAD ist ähnlich strukturiert wie die Institute der Weltbankgruppe.
Der Gouverneursrat ist das höchste Organ. Jedes Mitgliedsland ist durch einen Gouverneur vertreten. Er tagt jährlich, bestimmt die Richtlinien und wählt die zu finanzierenden Projekte aus. Dabei haben die beitragsstärkeren Industrie- (IL) und ölexportiernenden (ÖL) Länder ein höheres Stimmengewicht.
Der Verwaltungsrat übernimmt die Geschäftsführung. Er besteht aus 18 Mitgliedern (8 × IL, 4 × ÖL, 6 × EL) und tagt dreimal pro Jahr. Die Mitgliedstaaten wechseln regelmäßig in versetzten Zeitabständen.
Das Sekretariat verfügt über etwa 300 Mitarbeiter. Der Gouverneursrat wählt alle vier Jahre einen neuen Präsidenten. Eine einmalige Wiederwahl ist möglich.

## Bisherige Präsidenten
Der IFAD wurde bisher von sieben Präsidenten geleitet.
| Exekutivdirektor          | Nationalität  | Amtszeit    |
| ------------------------- | ------------- | ----------- |
| Abdelmuhsin M. Al-Sudeary | Saudi-Arabien | 1977 – 1984 |
| Idriss Jazairy            | Algerien      | 1984 – 1993 |
| Fawzi Al-Sultan           | Kuwait        | 1993 – 2001 |
| Lennart Båge              | Schweden      | 2001 – 2009 |
| Kanayo F. Nwanze          | Nigeria       | 2009 – 2017 |
| Gilbert Houngbo           | Togo          | 2017 – 2022 |
| Alvaro Lario              | Spanien       | 2022 –      |